# Diophtalma paramba
Diophtalma paramba är en fjärilsart som beskrevs av Druce 1904. Diophtalma paramba ingår i släktet Diophtalma och familjen Riodinidae. Inga underarter finns listade i Catalogue of Life.